# Carl Th. Pedersen
Carl Theodor Pedersen (født 28. juni 1935 i Nykøbing Mors, død 11. maj 2020 i Odense) var en dansk kemiker og gastronom "Carl Th.". Han blev cand.mag. i kemi, matematik, fysik og astronomi i 1960 fra Københavns Universitet, hvor han derefter var ansat som lektor i organisk kemi til 1972. Fra 1972 til 2005 var han lektor i kemi ved Odense Universitet (der i 1998 skiftede navn til Syddansk Universitet). Undtagen 1983–93 hvor han var rektor for universitetet. Fra 2005 var han lektor emeritus og ekstern lektor ved Institut for Fysik, Kemi og Farmaci på Syddansk Universitet, hvor han i mange år efter sin pensionering var aktiv på fuld tid.
Carl Th. Pedersen arbejdede indenfor organisk kemi og beskæftigede sig oprindeligt med organiske svovl-forbindelser. I 1976 forsvarede han sin doktordisputats Some physico-chemical aspects of the chemistry of aromatic 1,2-dithiole derivatives. I 1988 arrangerede han den internationale kongres for svovlkemi i Odense. Efter sin rektortid forskede han i flash vaccum pyrolyse og studerede små stofmængder i lukkede systemer.
Han beskæftigede sig endvidere med madens kemi og rejste i mange år med foredrag som Hvorfor er rødvin rød? og Peber er alle hånde, men er allehånde peber?. Han bidrog på den måde til formidling af kemi til et bredere publikum som en af de første siden Paul Bergsøe i 1950'erne. Interessen for gastronomi resulterede i bogen Krydderier og kokkerier, som han skrev sammen med kokken Torsten Vildgaard. Sammen med Jørgen Fakstorp redigerede han Gastronomisk Leksikon, der blev det autoritative værk på området. Fra 2002 var han medlem af Det Danske Gastronomiske Akademi.
Han var også med til at redigere første udgave af Kemisk Ordbog.

## Priser
- Fyens Stiftstidendes forskerpris (1975)[2]
- Æresmedlem af Kemisk Forening (2004)[2]
- Syddansk Universitets Undervisningspris (2005)[4]